# 烏山拓巳
烏山 拓巳 (からすやま たくみ、1995年 - ）は、長崎県出身のテレビ長崎アナウンス室所属アナウンサー

## 人物
長崎県立大村高等学校、長崎大学卒業。2017年4月にテレビ長崎に入社し、本社報道部に配属される。

## 出演
- KTN Live News days[2]
- KTNニュース[2]
- パワスポ!N - 取材ディレクター[3]

### 過去に出演した番組
- KTN Live News it![2] - 週末のローカルパートやリポーターを主に担当、磯部翔の代役として出演したこともある。
- KTNプライムニュース - リポーターを担当[4][5]
- KTNプライムニュース 年末スペシャル2018 - リポーターとして雲仙市千々石町の橘神社から中継を行った[6]。
- KTN みんなのニュース - リポーターを担当[7][8]
- なるほど!ながさき塾[9]
- マルっと!（木曜→木曜・金曜）